# Toars (Arieja)
Toars (en francès Thouars-sur-Arize) és un municipi francès, situat a la regió d'Occitània, departament de l'Arieja.